# Сисей, Кебба
Сисей Кебба (англ. Kebba Ceesay; род. 14 ноября 1987[…], Бакау, Большой Банджул) — гамбийский футболист, играл на позиции центрального защитника. Выступал за сборную Гамбии.

## Клубная карьера
Кебба начал свою карьеру в академии шведского клуба «Браге». За основной состав клуба он дебютировал в 2005 году.
1 января 2007 года Сисей перешёл в «Юргорден».
Через год, 1 января 2008 года игрок был арендован «Васалундом».
31 июля 2012 года гамбиец подписал контракт с польским клубом «Лех». С ним он выиграл Экстракласу (2014/15) и Суперкубок Польши (2015).
18 июля 2016 года футболист вернулся в «Юргорден».
21 марта 2017 года Кебба перешёл в «Далькурд».
8 января 2019 Сисей покинул «Далькурд» и перешёл в «Сириус».
25 августа 2020 года он перешёл в «Хельсингборг» на правах аренды.
15 марта 2021 года футболист снова оказался в «Васалунде», только на этот раз он перешёл в клуб.
1 января 2022 года гамбиец перешёл в другой клуб, в «Нордик Юнайтед».
1 января 2023 года Кебба Сисей официально закончил карьеру.

## Международная карьера
Кебба Сисей играл за сборную Швеции до 21 года с 2006 по 2007 год. Он дебютировал за команду 14 ноября 2006 года.
13 августа 2007 года Кебба дебютировал за сборную Гамбии, где он играл 2007 по 2016 год.

## Достижения
«Лех»
- Экстракласа: 2014/15[5]
- Суперкубок Польши: 2015[5]